# Мало, Винсент
Винсент Мало, или Винсент Мало Первый (нидерл. Vincent Malo, Vincent Malo I; ок. 1602 или 1606, Камбре — 14 апреля 1644, Рим) — фламандский живописец  эпохи барокко, который после обучения и работы в Антверпене в основном работал в Италии, в Риме, где был известен под прозванием «Винченцо дурной» (итал. Vincenzo Malo). Он писал картины на бытовые сюжеты, а также религиозные и мифологические композиции, иногда, портреты.
В некоторых источниках неправомерно отождествляется с другим нидерландским художником, также работавшим в Риме, Винсентом Адриансеном.

## Биография
Из-за отсутствия надёжных источников подробности жизни Винсента Мало не установлены. В 1662 году фламандский биограф Корнелис де Би назвал его «Великим мастером Винсентом Мало» и похвалил его за мастерство в живописи больших и малых произведений, в частности, в изображении обнажённой натуры. Де Би не указал никаких дат. Самый ранний биограф, упоминающий имя Винченцио Мало, — Рафаеле Сопрани в рукописи о художниках Генуи (Le vite de' pittori, scultori, ed architetti genovesi). Дата рождения Винченцо Мало неизвестна. В документе от 12 марта 1637 года художник заявляет, что ему 31 год, что указывает на то, что он родился в 1606 году. В регистрах прихода Сан-Лоренцо-ин-Лучина в Риме записано, что художник умер там 14 апреля 1644 года в возрасте около 42 лет, что предполагает дату рождения около 1602 года.
Де Би упоминает, что Мало был учеником ведущего фламандского художника эпохи барокко Давида Тенирса Старшего, в то время как Сопрани утверждает, что он дополнительно учился у Питера Пауля Рубенса. Тот факт, что некоторые работы Мало показывают знание рисунков, используемых в мастерской Рубенса, рассматривается как доказательство того, что Мало действительно проводил время в мастерской Рубенса. От этих двух мастеров он, должно быть, усвоил фламандский барочный стиль живописи. С 1623 по 1634 год Винсент Мало работал в Антверпене. В этот период он стал членом антверпенской Гильдии Святого Луки. Он женился в Антверпене и в 1629 году у него родился сын, которого также назвали Винсентом. Позже его сын стал художником и был известен как Винсент Мало Второй.
Винсент Мало Первый после 1634 года переехал в Геную. Генуя в то время была привлекательным местом для художников, поскольку конкуренция там была менее интенсивной, чем в ведущих культурных центрах: Риме, Флоренции и Венеции. Генуя была процветающим портовым городом, где проживало большое количество потенциальных покровителей и коллекционеров. В Генуе Мало выполнил множество заказов для местных церквей и дворцов.
Ранние работы Винсента Мало сохраняют черты маньеризма, а зрелые демонстрируют элементы стиля барокко, близкого к стилю Рубенса и ван Дейка.
Мало сотрудничал с многими художниками Антверпена. Он работал вместе с фламандским художником Корнелисом де Валем, писал фигуры в пейзажах Андриеса ван Эртвельта и Гейсбрехта Лейтенса.
Позднее Мало с семьёй отправился во Флоренцию, жил и работал там некоторое время. Затем он около 1642 года уехал в Рим. Скончался в Риме 14 апреля 1644 года. Его семья вернулась в Антверпен, и в 1652 году его сын был принят в местную Гильдию Святого Луки.

## Галерея

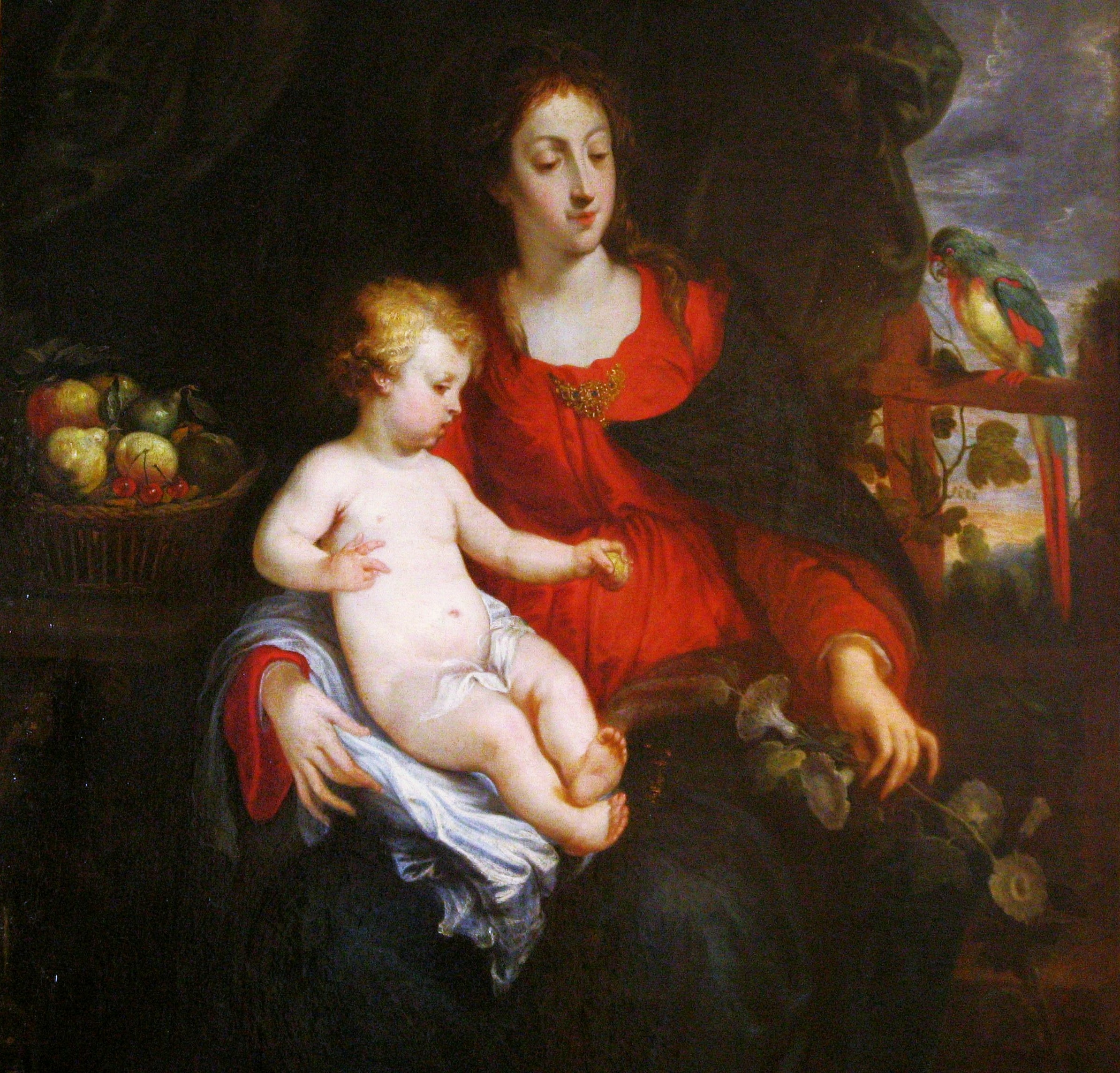
Мадонна с Младенцем в садовой беседке. 1630-е. Холст, масло. Национальный музей, Варшава
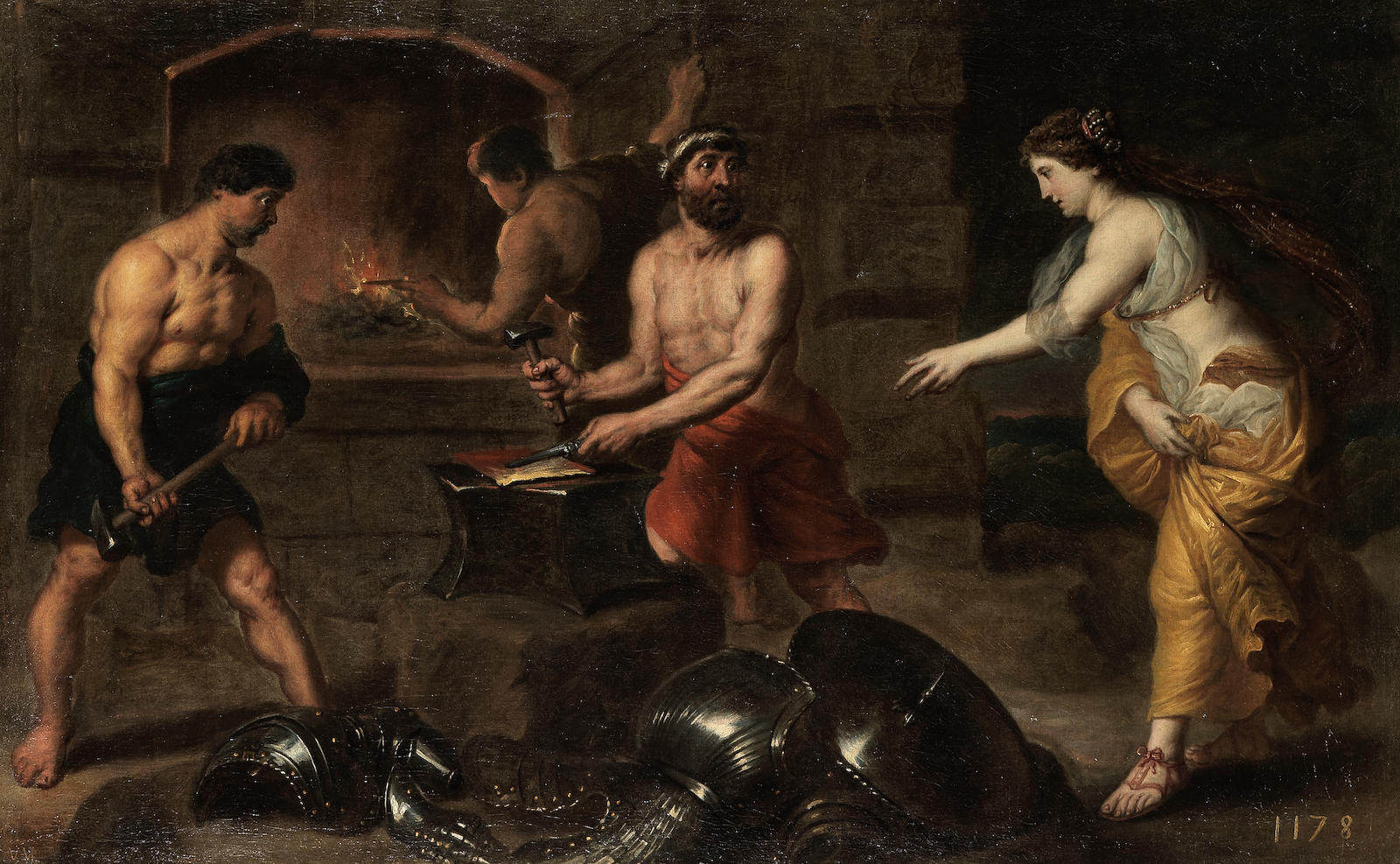
Венера в кузнице Вулкана. Холст, масло. Частное собрание
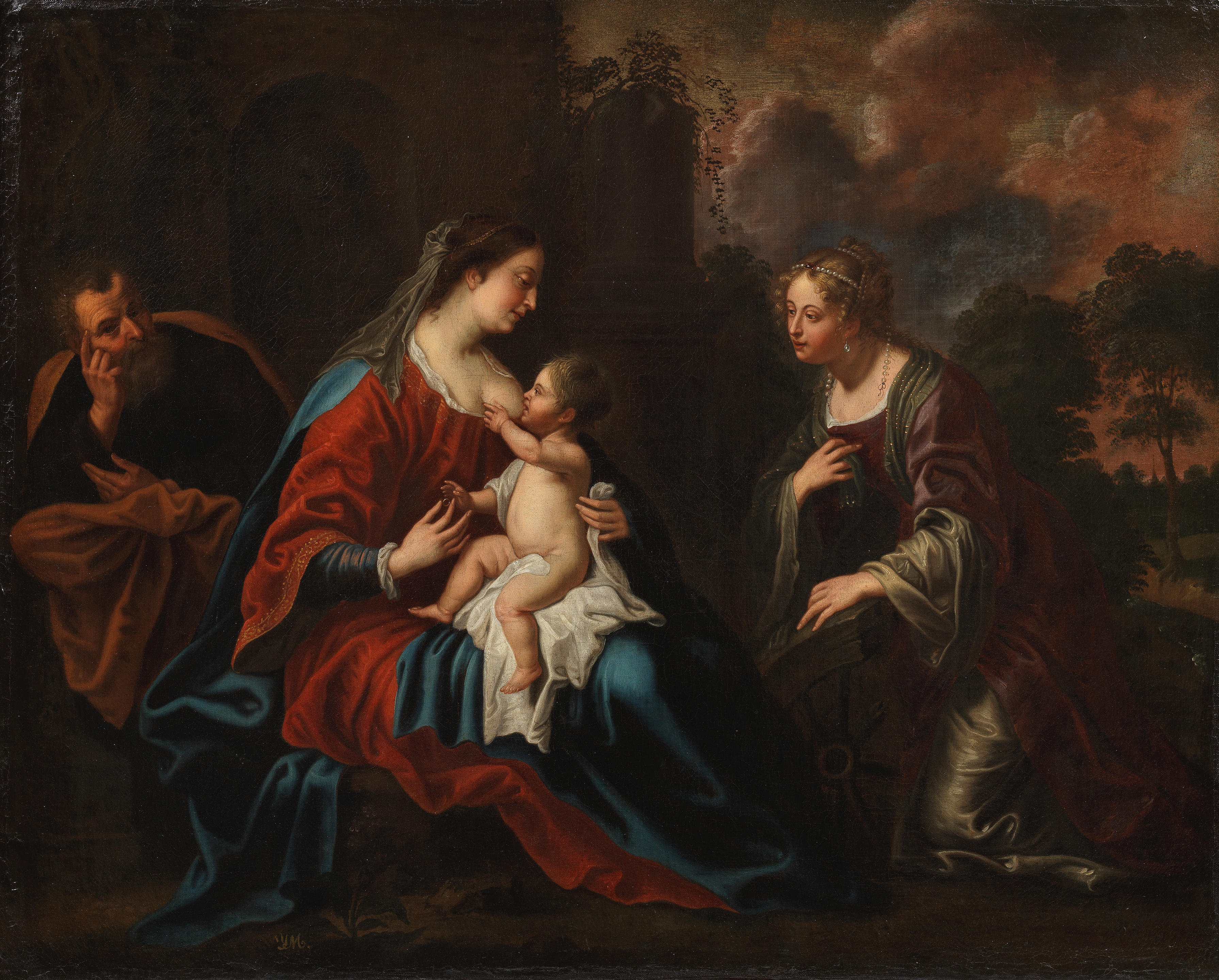
Мадонна с Младенцем и Святой Екатериной Александрийской. Между 1620 и 1644. Холст, масло. Частное собрание
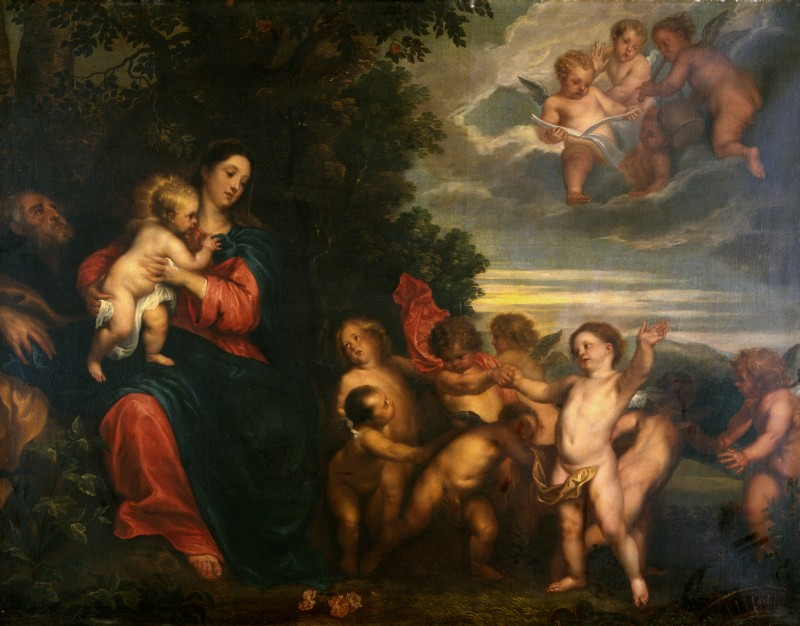
Отдых на пути в Египет. Холст, масло. Фонд Карипло, Милан
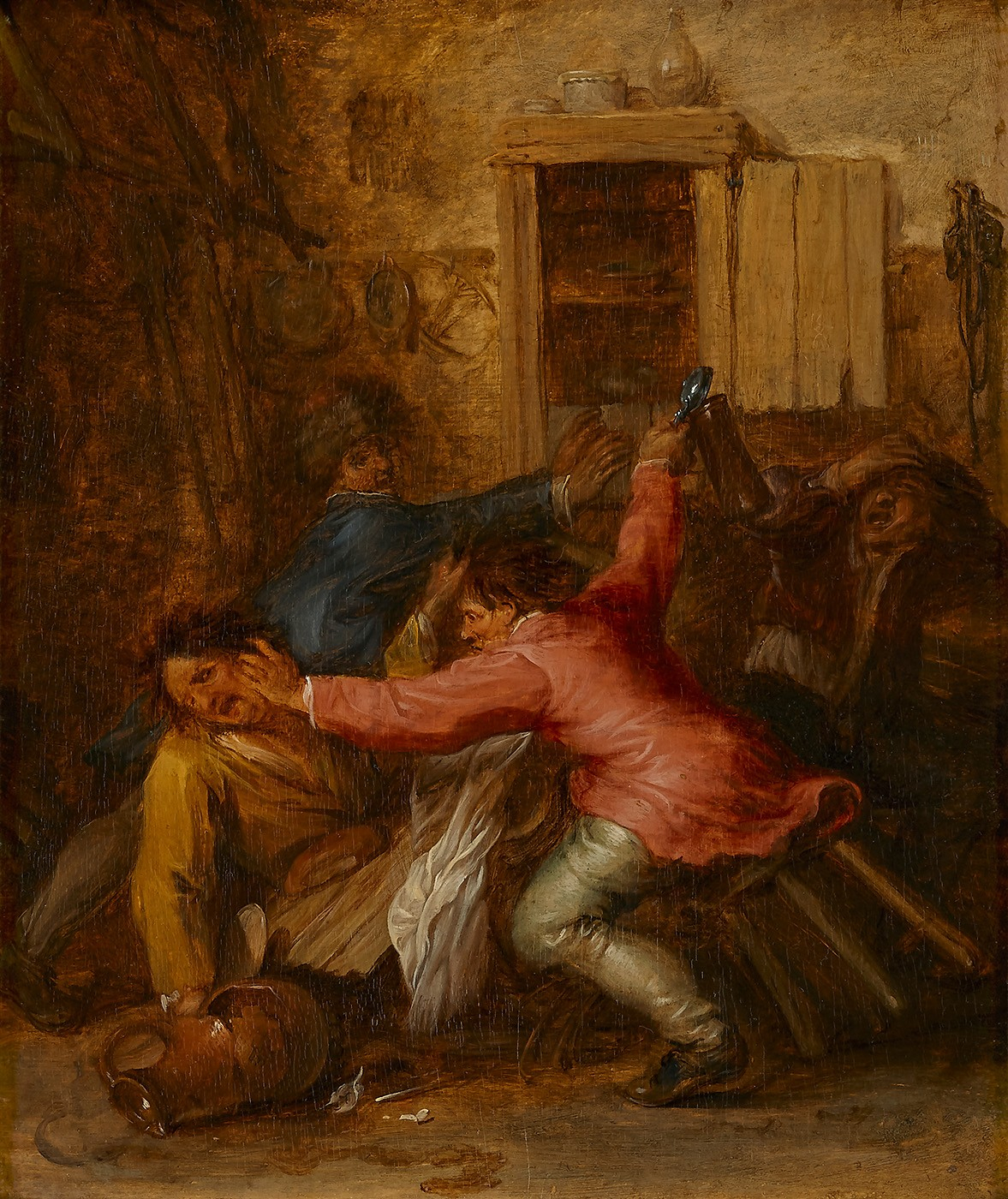
Интерьер с крестьянской дракой. Между 1630 и 1644. Дерево, масло. Частное собрание
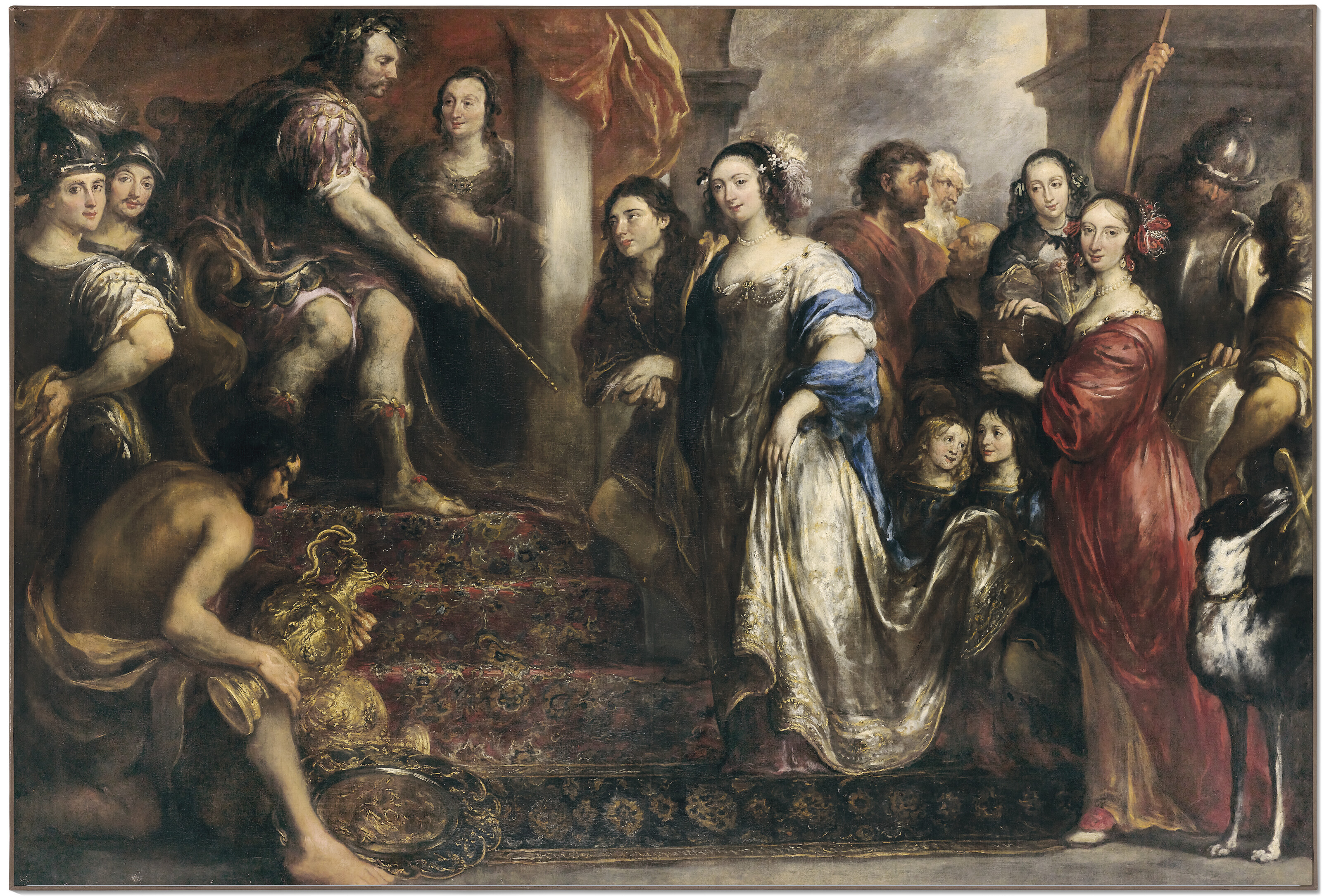
Великодушие Сципиона. Холст, масло. Частное собрание